# Утишье
Утишье — посёлок в Лидском сельском поселении Бокситогорского района Ленинградской области.

## История
Посёлок Утишье учитывается областными административными данными в Серебрянском сельсовете Ефимовского района с 1 января 1952 года.
С 1965 года, в составе Бокситогорского района. В 1965 году население посёлка составляло 612 человек.
По данным 1966 и 1973 годов посёлок Утишье также входил в состав Серебрянского сельсовета.
По данным 1990 года посёлок Утишье входил в состав Заборьевского сельсовета.
В 1997 году в посёлке Утишье Заборьевской волости проживали 269 человек, в 2002 году — 212 человек (русские — 96 %).
В 2007 году в посёлке Утишье Заборьевского сельского поселения проживали 182 человека, в 2010 году — 164 человека.
Со 2 июня 2014 года — в составе вновь созданного Лидского сельского поселения Бокситогорского района.
В 2015 году в посёлке Утишье Лидского СП проживали 158 человек.

## География
Посёлок расположен в восточной части района на автодороге 19-205ОПМЗ19Н-033 (Смородинка — Верхневольск) близ железнодорожной линии Волховстрой I — Вологда.
Расстояние до посёлка Заборье — 22 км.
Расстояние до ближайшей железнодорожной станции Верхневольский — 1,5 км.
Посёлок находится на правом берегу реки Колпь.

## Демография
| 1997 | 2002 | 2007 | 2010 | 2017 |
| ---- | ---- | ---- | ---- | ---- |
| 269  | ↘212 | ↘182 | ↘164 | ↘142 |

## Инфраструктура
На 1 января 2016 года в посёлке было зарегистрировано 73 домохозяйства.

## Улицы
Заречная, Комсомольская, Лесная, Набережная, Новая, Пионерская, Пролетарская, Садовая, Спортивная, Центральная.